# 布萊恩·伊曼紐
布萊恩·伊曼紐（英語：Brian Imanuel，1999年9月3日—），原藝名Rich Chigga，後改為Rich Brian，印尼華裔歌手、喜劇演員。

## 早年生活
布萊恩·伊曼紐成長於印尼雅加達，上有两姐一兄，是家中的排名最小的兒子，是印尼華裔。布萊恩·伊曼紐曾透露他經常獨處，與父母相處的時間更多在咖啡廳，他的姐姐也透露，由於父母相當忙碌加上他不喜欢社交，布萊恩·伊曼紐沒有接受學校的教育。
直到2010年，布萊恩·伊曼紐逐漸在社群媒體發跡，而他也通過YouTube學會了英語。

## 演藝生涯
2015年7月17日，布萊恩·伊曼紐在Youtube公布了由DJ Smokey製作的首張專輯《Living the Dream》，展開了他的演藝生涯。並於隔年2月22日發布了首部單曲《Dat Stick》，就此一砲而紅，在國際間取得熱烈的迴響；他的第二部單曲《Who That Be》則於2016年8月9日於iTunes發行。
2018年起，藝名改為本名Brian。
2020年，在bilibili出品的说唱音乐类节目《说唱新世代》与更高兄弟的马思唯，KnowKnow以及MC HotDog担任导师。同年10月31日，憑藉專輯《The Sailor》獲得台灣第11屆金音創作獎亞洲創作音樂獎。

## 作品

### 音樂作品
| 發行年份 | 歌曲名稱                                                     | 收錄專輯               |
| -------- | ------------------------------------------------------------ | ---------------------- |
| 2016年   | 《Dat Stick》                                                | 無專輯單曲             |
| 2016年   | 《Who That Be》                                              | 無專輯單曲             |
| 2016年   | 《Seventeen》                                                | 無專輯單曲             |
| 2016年   | 《Dat Stick (Remix) 》 （feat. 鬼臉煞星 & Pouta）            | 無專輯單曲             |
| 2017年   | 《Back At It》                                               | 無專輯單曲             |
| 2017年   | 《Gospel》 （with Keith Ape & XXXTentacion）                 | 無專輯單曲             |
| 2017年   | 《Glow Like Dat》                                            | 《Amen》               |
| 2017年   | 《Chaos》                                                    | 《Amen》               |
| 2017年   | 《Crisis》 （feat. 21·薩維奇）                               | 無專輯單曲             |
| 2018年   | 《See Me》                                                   | 《Amen》               |
| 2018年   | 《18》 （with 吳亦凡、Joji、泰瑞皮·雷德、鮑爾）              | 無專輯單曲             |
| 2018年   | 《Watch Out!》                                               | 無專輯單曲             |
| 2018年   | 《History》                                                  | 《Head in the Clouds》 |
| 2019年   | 《Yellow》 （feat. Bekon）                                   | 《The Sailor》         |
| 2019年   | 《Kids》                                                     | 《The Sailor》         |
| 2020年   | 《Bali》                                                     | 無專輯單曲             |
| 2020年   | 《Love in my pocket》 （with Guapdad 4000）                  | 《1999》               |
| 2020年   | 《Don't Care》                                               | 《1999》               |
| 2021年   | 《Sydney》                                                   | 待公布                 |
| 2021年   | 《California》 （with NIKI & Warren Hue）                    | 待公布                 |
| 2021年   | 《Lazy Susan》 （with 21·薩維奇，feat. Warren Hue & 馬思唯） | 《尚氣》               |
| 2021年   | 《Run It》 （with DJ蛇王 & 里克·羅斯）                       | 《尚氣》               |

## 演唱会
巡回演唱会
- Come to My Party Tour（2017–2018）[11]
- The Sailor Tour（2019）[12]
- Rich Brian 中国巡演（2023）

| 日期          | 國家/地區 | 城市 | 场馆                       |
| ------------- | --------- | ---- | -------------------------- |
| 2023年9月30日 | 中国大陆  | 成都 | 成都金融城演艺中心         |
| 2025年10月3日 | 中国大陆  | 上海 | 国家会展中心（上海）虹馆EH |
| 2023年10月6日 | 中国大陆  | 南京 | 五台山体育中心体育馆       |

- Where Is My Head? Asia Tour（2025）[13]

| 日期           | 國家/地區  | 城市   | 场馆                             |
| -------------- | ---------- | ------ | -------------------------------- |
| 2025年11月29日 | 印度尼西亚 | 雅加达 | Beach City International Stadium |
| 2025年12月1日  | 台湾       | 新北   | Zepp New Taipei                  |
| 2025年12月3日  | 新加坡     | 新加坡 | 新传媒剧院                       |
| 2025年12月6日  | 香港       | 香港   | Clockenflap Festival             |
| 2025年12月8日  | 马尼拉     | 菲律宾 | New Frontier Theater             |
| 2025年12月11日 | 美国       | 檀香山 | The Republik                     |

88rising巡回演唱会
- 88rising Asia Tour (with Higher Brothers and Joji) （2017）[14]

## 備註
1. ↑  ，即“有錢”，即（華人）和（「尼哥」）的混成詞

## 外部連接
- Rich Brian的微博账户
- Rich Brian的SoundCloud （页面存档备份，存于）
- Rich Brian的推特 （页面存档备份，存于）
- Rich Brian的instagram （页面存档备份，存于）
- YouTube上的Rich Brian頻道